# Heterusia brumalis
Heterusia brumalis là một loài bướm đêm trong họ Geometridae.